# FC SILON Táborsko
Der FC SILON Táborsko ist ein tschechischer Fußball-Klub aus Sezimovo Ústí. Er spielt seit 2010 in der zweithöchsten tschechischen Fußball-Liga, der Fotbalová národní liga.

## Geschichte
Der FC MAS Táborsko entstand im Jahr 2012, als der FK Spartak MAS Sezimovo Ústí und der FK Tábor fusionierten. Die beiden Städte Sezimovo Ústí und Tábor sind nur wenige Kilometer voneinander entfernt.
1921 wurde DSK Tábor gegründet und spielte zuletzt in der viertklassigen Divize. Der FK Spartak MAS Sezimovo Ústí war 1926 gegründet worden und spielte lange Zeit nur unterklassig. Im Jahr 2000 gelang der Mannschaft der Aufstieg in die viertklassige Divize. Sieben Jahre später erwarb der Spartak MAS Sezimovo Ústí von Tatran Prachatice die Drittligalizenz und spielte damit zum ersten Mal in der Vereinsgeschichte in der ČFL. Dort belegte die Mannschaft auf Anhieb den zweiten Platz. In der Folgesaison, der Spielzeit 2008/09 landete Sezimovo Ústí auf Rang acht. Ein Jahr später gelang der Aufstieg in die 2. Liga. Im ersten Zweitligajahr der Vereinsgeschichte belegte Sezimovo Ústí Platz neun. Anfang 2012 fusionierte der FK Spartak MAS Sezimovo Ústí mit dem FK Tábor zum FC MAS Táborsko. Die Spielzeit 2011/12 verlief aber wenig erfolgreich. Als Tabellenvierzehnter entkam Táborsko nur knapp dem Abstieg. Nach dem zwölften Rang in der Saison 2012/13 spielte Táborsko 2013/14 lange Zeit um den Aufstieg in die Synot Liga, belegte aber am Saisonende Platz drei.
Seine Heimspiele trägt die Mannschaft im Stadion Soukeník in Sezimovo Ústí aus. Mittelfristig ist ein Umzug nach Tábor an das Sportareal an der Kvapilova ulice geplant.

### Vereinsnamen
- ?–2011: FK Spartak MAS Sezimovo Ústí
- 2012–2022: FC MAS Táborsko
- 2022–: FC SILON Táborsko

## Erfolge
- Česká fotbalová liga (3. Liga)
  - Gewinner 2009/10